# جوشکاری زیرکونیوم

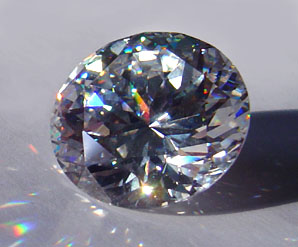
الماس بدلی که از زیرکونیم ساخته شده‌است

جوشکاری زیرکونیوم، هافنیوم و آلیاژهای آن‌ها را می‌توان با در نظر گرفتن و رعایت کردن تمهیداتی به‌سادگی انجام داد. جوشکاری با روش تیگ بهترین فرآیند برای جوشکاری قطعات نازک و فرآیند جوشکاری با پرتو الکترون مناسب‌ترین روش برای جوشکاری قطعات ضخیم آن‌ها به شمار می‌رود.  

## زیرکونیم
زیرکونیم برای تهیه ساختمان اصلی و قطعات نیروگاه‌های هسته‌ای، محفظه‌های خلاء، لامپ‌های فلاش، تجهیزات آزمایشگاه شیمیایی، ابزارهای جراحی مانند پیچ و مهره، و ورق‌هایی که در صورت لزوم به‌جای جمجمه در سر انسان قرار داده می‌شوند، قابل استفاده است. از مهمترین خواص زیرکونیم، می‌توان به موارد زیر اشاره کرد: 
| چگالی یا جرم مخصوص: گرم بر سانتی‌متر مکعب                                 | CPH: ۶٫۵ BCC: ۶ |
| نقطه ذوب: درجه سانتی‌گراد                                                 | ۱۸۵۲            |
| نقطه جوش: درجه سانتی‌گراد                                                 | ۳۵۸۰ ۰٫۲۱۱      |
| ضریب انتقال حرارت: W.C/Cm (در ۲۵ درجه سانتی‌گراد) (در ۳۰۰ درجه سانتی‌گراد) | ۰٫۱۷۸           |
| مقاومت الکتریکی: میکرو اهم بر سانتی متر (در ۲۵ درجه سانتی‌گراد)           | ۴۰              |
| ساختار کریستالی: CPH در ۲۵ درجه و BCC در ۲۵ درجه سانتی‌گراد               | –               |

## جوش‌پذیری
زیرکونیم، هافنیوم و آلیاژهای آن‌ها را می‌توان با در نظر گرفتن و رعایت کردن تمهیداتی به سادگی جوشکاری کرد. جوشکاری با روش تیگ بهترین فرآیند برای جوشکاری قطعات نازک و فرآیند جوش الکترونی مناسب‌ترین روش برای جوشکاری قطعات ضخیم آن‌ها به‌شمار می‌رود. از آن‌جایی که فلزات و آلیاژهای مذکور به‌شدت فعال بوده و دمای مورد نیاز برای جوشکاری آن‌ها نیز بسیار بالاست، باید محیط جوشکاری را از ورود انواع گازهای مضر مثل اکسیژن، نیتروژن و دی اکسید کربن محافظت نمود. به همین دلیل در جوشکاری این مواد به‌کارگیری محفظه‌های مناسب و یا استفاده از تورچ‌های مخصوص و گاز پشت‌بند توصیه شده‌است. زیرا آلودگی ناشی از جوشکاری و ورود ناخالصی‌ها مقاومت‌به‌خوردگی و انعطاف‌پذیری آلیاژ را به‌شدت کاهش می‌دهد. همان‌طور که گفته شد، زیرکونیم در درجه حرارت‌های پایین دارای فاز آلفا با ساختار CPH بوده و در درجه حرارت ۸۶۲ درجه سانتی‌گراد به فاز بتا با ساختار BCC استحاله می‌یابد. افزایش عناصر آلیاژی علاوه بر سایر خواص، سبب تغییر دمای استحاله نیز می‌شود. همچنین هافنیوم در دمای محیط دارای ساختار CPH بوده و ساختار آن در ۱۷۶۰ درجه سانتی‌گراد به BCC تغییر شکل می‌دهد. زیرکونیم و آلیاژهای آن به‌طور معمول به‌صورت تجاری یا فعال در دسترس است. نوع تجاری آن معمولاً از خواص مکانیکی بالایی برخوردار نبوده، اما نوع فعال آن که در ساخت تجهیزات نیروگاه‌های اتمی کاربرد دارد و اغلب زیرکالوی (به انگلیسی: zircaloy) نامیده می‌شود، از خواص مکانیکی بالاتری برخوردار بوده و در انواع مقاطع به‌صورت ورق، میله‌گرد و لوله ساخته می‌شود. در جدول زیر چهار نوع از معروف‌ترین آلیاژهای تجاری زیرکونیم که در ای‌اس‌تی‌ام بین‌الملل شمارۀ ۵۵۰ استاندارد شده‌اند، همراه با ترکیب شیمیایی نشان داده شده‌است:
| حداکثر اکسیژن | نیوبیوم | حداکثر کربن | حداکثر نیتروژن | حداکثر هیدروژن | قلع | آهن+کربن   | حداکثر هافنیوم | حداقل Zr+Ha | ترکیب شیمیایی/آلیاژ |
| ۰٫۱۶          | –       | ۰٫۰۵        | ۰٫۰۲۵          | ۰٫۰۰۵          | -   | حداکثر ۰٫۲ | ۴٫۵            | ۹۹٫۲        | R۶۰۷۰۲              |
| ۰٫۱۸          | –       | ۰٫۰۵        | ۰٫۰۲۵          | ۰٫۰۰۵          | ۲–۱ | ۰٫۴–۰٫۲    | ۴٫۵            | ۹۹٫۵        | R۶۰۷۰۴              |
| ۰٫۱۸          | ۳–۲     | ۰٫۰۵        | ۰٫۰۲۵          | ۰٫۰۰۵          | -   | حداکثر ۰٫۲ | ۴٫۵            | ۹۹٫۵        | R۶۰۷۰۵              |
| ۰٫۱۸          | ۳–۲     | ۰٫۰۵        | ۰٫۰۲۵          | ۰٫۰۰۵          | -   | حداکثر ۰٫۲ | ۴٫۵            | ۹۹٫۵        | R۶۰۷۰۶              |

آلیاژهای فعال زیرکونیم معمولاً مقدار کمتری هافنیوم داشته و مقدار سایر عناصر آلیاژی آن‌ها نیز کنترل‌شده است. جدول زیر ترکیب شیمیایی سه نوع از معروف‌ترین آلیاژهای زیرکالوی را که در ای‌اس‌تی‌ام شماره B۳۵۱ استاندارد شده نشان می‌دهد:
| زیرکونیوم      | هافنیوم     | آهن+کرم+نیکل | اکسیژن    | نیوبیوم | نیکل      | کرم       | آهن       | قلع     | ترکیب شیمیایی/آلیاژ |
| الباقی ۱٫۲–۱٫۷ | ۰٫۰۱ R۶۰۸۰۲ | ۰٫۱۸–۰٫۳۸    | –         | –       | ۰٫۰۸–۰٫۰۳ | ۰٫۱۵–۰٫۰۵ | ۰٫۱–۰٫۰۷  |         | (zircaloy-۲)        |
| الباقی         | ۰٫۰۱        | –            | –         | –       | –         | ۰٫۱۳–۰٫۰۷ | ۰٫۲۴–۰٫۱۸ | ۱٫۷–۱٫۲ | R۶۰۸۰۴ (zircaloy-۴) |
| الباقی         | ۰٫۰۱        | -            | ۰٫۱۳–۰٫۰۹ | ۲٫۸–۲٫۴ | –         | –         | –         | –       | R۶۰۹۰۱ (zr،۲٫۵Nb)   |

هافنیوم نیز معمولاً در ساخت تجهیزات نیروگاه‌های اتمی و در مکان‌هایی که در مقابل خوردگی حساس هستند به‌صورت غیرآلیاژی کاربرد دارد. فرآیندهای جوشکاری هافنیوم نیز بسیار شبیه فرآیندهای جوشکاری زیرکونیم است. مهمترین مواردی که باید در جوشکاری زیرکونیم، هافنیوم و آلیاژهای آن‌ها مدنظر قرار داد به قرار زیر است:
- قبل از شروع جوشکاری سطح قطعه کار باید کاملاً تمیز و از هرگونه آلودگی چربی و لایه اکسیدی پاک شود.

- پس از جوشکاری معمولاً نیازی به عملیات حرارتی نمی‌باشد. زیرا هر دو فلز از انعطاف‌پذیری خوبی برخوردارند. اما عملیات تنش‌زدایی در ۶۸۰ درجه سانتی‌گراد به مدت ۲۰ تا ۱۵ دقیقه و سپس سرد کردن در هوا برای زیرکونیم و تنش‌زدایی در ۵۴۰ درجه سانتی‌گراد برای هافنیوم توصیه شده‌است.

- زیرکونیم و هافنیوم را فقط می‌توان به خودشان، آلیاژهای‌شان و فلزات فعال مثل تیتانیوم، نیوبیوم و تانتالیوم جوشکاری کرد. چنانچه این فلزات به فلزات غیرفعال جوشکاری شود، به‌دلیل تشکیل فازهای بین فلزی محل جوشکاری‌شده به‌شدت تُرد و شکننده می‌شود.

در استاندارد 79-AWS :A5.24 سه نوع سیم‌جوش آلیاژی زیرکونیم معرفی شده که در جدول زیر ترکیب شیمیایی آن‌ها آمده‌است.
| سیم‌جوش | استاندارد UNS | زیرکونیوم +هافنیوم | هافنیوم | آهن+کرم | قلع | اکسیژن | هیدروژن | نیتروژن | کربن | کلمبیوم |
| ERZr-۲ | R۶۰۷۰۲        | حداقل ۹۹-۹۱        | ۴٫۵     | ۰٫۲     | –   | ۰٫۱۶   | ۰٫۰۰۵   | ۰٫۲۵    | ۰٫۰۵ | –       |
| ERZr-۳ | R۶۰۷۰۴        | حداقل ۹۷٫۵         | ۴٫۵     | ۰٫۴–۰٫۲ | ۲–۱ | ۰٫۱۶   | ۰٫۰۰۵   | ۰٫۲۵    | ۰٫۰۵ | –       |
| ERZr-۴ | R۶۰۷۰۵        | حداقل ۹۵٫۵         | ۴٫۵     | ۰٫۲     | –   | ۰٫۱۶   | ۰٫۰۰۵   | ۰٫۲۵    | ۰٫۰۵ | ۳–۲     |

سیم‌جوش نوع ERZr۲، اغلب برای جوشکاری زیرکونیم خالص نوع تجاری استاندارد ۶۰۷۰۲ R، سیم جوش ERZI۳ برای جوشکاری آلیاژ ZR۱/۵Sn (استاندارد R۶۰۷۰۴) و سیم جوش ERZr۴ برای جوشکاری آلیاژی Zr-2/5Nb (استانداردهای R۶۰۷۰۵ و R۶۰۷۰۶) کاربرد دارد. آلیاژهای هافنیوم را نیز باید با مفتول‌هایی مشابه خودشان جوشکاری کرد.
- همانند سایر فلزات فعال در جوشکاری زیرکونیم، هافنیوم و آلیاژهای آن‌ها، استفاده از گازهای آرگون یا هلیوم و یا مخلوطی از این دو توصیه شده‌است.

- فرآیند جوشکاری تیگ بهترین روش برای جوشکاری این آلیاژهاست. جریان مورد صورت مستقیم و الکترود تنگستن با ۲ درصد توریوم (۲-EWTh) توصیه شده‌است. جدول (۱۰-۴) پارامترها و دستورالعمل‌های جوشکاری تیگ را نشان می‌دهد.

| ضخامت فلز پایه (میلی‌متر) | قطر الکترود تنگستن (میلی‌متر) | قطر نازل گاز آرگون (میلی‌متر) | شدت جریان گاز آرگون (لیتر بر ثانیه) (مستقیم) | شدت جریان گاز آرگون (لیتر بر ثانیه) (مستقیم) | جریان (A) (مستقیم) | سرعت جوشکاری cm/min | روش جوشکاری  |
| ضخامت فلز پایه (میلی‌متر) | قطر الکترود تنگستن (میلی‌متر) | قطر نازل گاز آرگون (میلی‌متر) | تورچ                                         | پشت‌بند                                       | جریان (A) (مستقیم) | سرعت جوشکاری cm/min | روش جوشکاری  |
| ۰٫۳                      | ۱٫۲                          | ۷٫۷۵                         | ۵٫۷                                          | ۲٫۴                                          | ۴۵                 | ۵۰                  | تیگ اتوماتیک |
| ۰٫۴                      | ۱٫۲                          | ۷٫۷۵                         | ۶٫۶                                          | ۲٫۴                                          | ۸۰                 | ۶۲٫۵                | تیگ اتوماتیک |
| ۰٫۴                      | ۱٫۲                          | ۷٫۷۵                         | ۶٫۶                                          | ۲٫۴                                          | ۱۰۰                | ۶۲٫۵                | تیگ اتوماتیک |
| ۰٫۶                      | ۱٫۶                          | ۷٫۷۵                         | ۶٫۶                                          | ۲٫۴                                          | ۵۰                 | –                   | تیگ اتوماتیک |
| ۰٫۶                      | ۱٫۶                          | ۱۱٫۵                         | ۷٫۶                                          | ۲٫۴                                          | ۱۲۵                | ۵۰                  | تیگ اتوماتیک |
| ۱                        | ۲                            | ۱۱٫۵                         | ۷٫۶                                          | ۲٫۴                                          | ۱۵۰                | ۵۰                  | تیگ اتوماتیک |
| ۱٫۵                      | ۳                            | ۱۳٫۷۵                        | ۷٫۶                                          | ۲٫۴                                          | ۱۶۰                | ۵۰                  | تیگ اتوماتیک |
| ۱٫۵                      | ۳                            | ۱۴٫۷۵                        | ۷٫۶                                          | ۲٫۴                                          | ۱۲۰                | –                   | تیگ اتوماتیک |
| ۲                        | ۳                            | ۱۴٫۷۵                        | ۷٫۶                                          | ۲٫۴                                          | ۸۰                 | ۵۰                  | تیگ اتوماتیک |